# Fred Wolf Films
Fred Wolf Films är en animationsstudio i Burbank i Kalifornien i USA som grundades av Fred Wolf och Jimmy Murakami (som senare arbetade med TV-specialen Snögubben). Företaget bildades först som MW (Murakami Wolf). Man producerade The Point, som blev första amerikanska animerade special att sändas på prime time (ABC 1971). Man stod också för specialer som Free to Be… You and Me och Puff the Magic Dragon, TV-serier som Teenage Mutant Ninja Turtles i 1987 års version, James Bond Junior, och Sarah Fergusons Budgie the Little Helicopter. Företaget namngavs efter grundare som Jimmy Murakami och Fred Wolf, samt Charles Swenson. Företaget blev senare känt som MWS (Murakami-Wolf-Swenson; med Charles Swenson som då redan arbetat ett tag för företaget) och senare MWD (Murakami-Wolf-Dublin) innan man antog namnet "Fred Wolf Films".
Åren 1989-2000 bedrev man även Fred Wolf Films Dublin i Dublin, Irland.

## Film
- Musen Charlie och tjuvligan

## TV
- The Point
- Free to Be... You and Me (animering)
- Puff the Magic Dragon (3 TV-specialer)
- The Little Rascals julspecial
- Strawberry Shortcake TV-specialer (1[1] och 3 bara en gång)
- Peter and the Magic Egg
- 1987 års Teenage Mutant Ninja Turtles[3]
- Toxic Crusaders
- Dino Babies
- Budgie the Little Helicopter[4]
- The New Adventures of Speed Racer
- The California Raisin Show
- Barnyard Commandos
- James Bond Junior
- The Fantastic Voyages of Sinbad the Sailor
- Chipmunkarna (elva avsnitt från sjätte säsongen)

### Fotnoter
1. 1 2  Slide, Anthony (1991). The Television Industry: A Historical Dictionary. Greenwood Press. sid. 181. ISBN 0-313-25634-9. http://books.google.com/books?id=z4EYAAAAIAAJ&q=%22World+of+Strawberry+Shortcake%22&dq=%22World+of+Strawberry+Shortcake%22&hl=en. Läst 10 september 2010
2. ↑  ”About Us”. Fred Wolf Films. http://www.fredwolffilms.com/allaboutus.htm. Läst 23 februari 2014.
3. ↑  Solomon, Charles (28 december 1987). ”'Ninja Turtles' Crawls Out, Lands on Back”. The Los Angeles Times. http://articles.latimes.com/1987-12-28/entertainment/ca-21302_1_mutant-ninja-turtles. Läst 22 augusti 2010.
4. ↑  ”Fergie's Budgie Coming To U.s.”. Sun Sentinel. http://www.independent.co.uk/news/business/budgie-boost-for-kids-1465257.html. Läst 15 oktober 2010.